# Jean André Saur
Jean André Saur, comte, né le 5 janvier 1754 à Friesheim, aujourd'hui Erftstadt, mort à Paris le 14 avril 1828, est un administrateur et homme politique allemand et français.

## Biographie
Il nait en Allemagne à Friesheim(aujourd'hui un quartier de la ville de Erftstadt) le 5 janvier 1754.
Il est tout d'abord conseiller intime de l'électeur de Trèves Clément Wenceslas de Saxe.
Après la création du département de la Roër, il devient conseiller de préfecture à Aix-la-Chapelle. Il est désigné par le Sénat conservateur le 8 novembre 1800 (17 brumaire an IX) pour devenir député du Rhin-et-Moselle au Corps législatif, en remplacement de Danc, démissionnaire. 
Il en sort le 22 octobre 1804 (30 vendémiaire an XIII) pour entrer au Sénat conservateur. 
Il est fait comte de l'Empire le 23 mai 1808.
Il y siège jusqu'aux traités de 1814. 
Il meurt à Paris le 14 avril 1828. 

## Sources
- « Jean André Saur », dans Adolphe Robert et Gaston Cougny, Dictionnaire des parlementaires français, Edgar Bourloton, 1889-1891 [détail de l’édition]